# الزهراء (حلب)
الزهراء هي بلدة تابعة لناحية نبل في محافظة حلب في سوريا، وتبعد عن مدينة حلب 20 كم، كما تشتهر بلدة الزهراء بطقس فريد من نوعه باردة في الصيف مع هواء عليل جميل، وشتائها بارد جدا، سكانها من الشيعة الإثني عشرية، ويعملون بالتجارة والزراعة.

## حصار الزهراء
منذ يوليو 2012 تعرضت قرية الزهراء ومدينة نبل لحصار عسكري من قِبل الجيش السوري الحر المعارض للحكومة السورية، بسبب اعتناق أبناء المدينة المذهب الجعفري، وعلى الرغم من أن العلاقة كانت ودية بين سكان الزهراء والقرى السنية المجاورة تم اتهام الزهراء باستضافة قوات موالية للنظام السوري لمهاجمة أنصار المعارضة السورية.
بعد أشهر من حصار المعارضة للقرية وعمليات الخطف المتبادلة المتواصلة، وافقت اللجان الشعبية من الطرفين بدء مفاوضات متبادلة في 27 مارس 2013 والتي نظمها الانفصاليين الأكراد في منطقة جبل حلب المجاورة، وأسفرت هذه المفاوضات عن الإفراج للعديد من المعتقلين من الجانبين.
في 3 فبراير 2016 تم فك الحصار عن نبل والزهراء بعد هجوم شنه الجيش السوري على ريف حلب الشمالي.